# Janvier Littée
Janvier Littée, Littey ou Littais, né à Saint-Pierre (Martinique) le 1er juillet 1752 et mort à Paris le 5 mars 1820, est un riche propriétaire mulâtre de la Martinique.
Il représente son île à la Convention nationale de 1793 à 1797, puis il entre au Conseil des Cinq-Cents dont il sortit en l'an VI. Il est le premier mulâtre à avoir été député dans une Assemblée parlementaire moderne. Mais il était très lié aux milieux esclavagistes. Après Thermidor il se fait accuser d'avoir inspiré à Robespierre une phrase dans lequel celui-ci se montrait le 27 brumaire an II-17 novembre 1793 dans son "rapport sur la situation de la république" hostile à la liberté immédiate des Noirs qui sera pourtant votée le 16 pluviôse an II-4 février 1794. Robespierre reprochait en novembre 1793 à la faction girondine d'avoir voulu "en un instant affranchir et armer tous les nègres pour perdre nos colonies". Or en mai 1792 il avait ostensiblement salué la loi du 4 avril 1792 qui établissait l'égalité entre les Blancs et les hommes  de couleur libres. Mais par la suite dans les papiers de la commission Courtois saisis chez Robespierre et pour une partie d'entre eux  parus en janvier 1795 on trouve un document indiquant que l'Incorruptible, en messidor an II- juillet 1794, le faisait surveiller pour ses  rapports secrets avec deux colons de Saint-Domingue Page et Brulley, emprisonnés en mars 1794.

## Sources
1. ↑  Paris, État civil reconstitué, vue 7/51.

- « Janvier Littée », dans Adolphe Robert et Gaston Cougny, Dictionnaire des parlementaires français, Edgar Bourloton, 1889-1891 [détail de l’édition]
- Jean-Daniel Piquet, 
  - "Robespierre et la liberté des Noirs en l'an II, d'après les archives des comités et les papiers de la Commission Courtois", Annales Historiques de la Révolution Française, n° 323, janvier-mars 2001, p. 69-91.
  - L'émancipation des Noirs dans la Révolution française (1789-1795), Paris, Karthala, 2002.
  - "Robespierre et les colonies entre la politique et les principes (janvier 1791-juillet 1794)", site de l' Association des Amis de Robespierre, 30 janvier 2023.
- Abdel-Alexis Louis, Janvier Littée - Martiniquais premier député de couleur membre d'une assemblée parlementaire française, Paris, L'Harmattan, 2013.